# Lukojanovi járás

A Lukojanovi járás a Nyizsnyij Novgorod-i területen

A Lukojanovi járás (oroszul Лукояновский район) Oroszország egyik járása a Nyizsnyij Novgorod-i területen. Székhelye Lukojanov.

## Népesség
- 1989-ben 38 359 lakosa volt.
- 2002-ben 35 828 lakosa volt, akik főleg oroszok, némi mordvin és tatár is él a járásban.
- 2010-ben 32 384 lakosa volt, melynek 88,6%-a orosz, 9,9%-a mordvin.